# Giorgi Gvelesiani
Giorgi Gvelesiani (georgià, გიორგი გველესიანი, nascut a Tbilisi el 5 de maig de 1991)és un futbolista professional de Geòrgia que juga com a defensa central o migcampista al Persepolis FC de la Iran Pro League i a la selecció nacional de Geòrgia.

## Trajectòria

### Geòrgia
Gvelesiani va debutar al Dinamo Tbilisi el 2010 procedent del seu equip filial. Va jugar al primer equip fins al 2017, jugant un total de 108 partits a totes les competicions i guanyant 3 lligues, 4 copes i dues supercopes.
En finalitzar el seu contracte amb el Dinamo de Tbilisi el juny de 2017, Gvelesiani va estar entrenant amb l'equip ucraïnès Volyn Lutsk. No obstant això, la seva etapa allà va resultar transitòria, ja que problemes per registrar el contracte van fer impossible el seu fitxatge, el que va fer que abandonés el club a l'agost.

### Iran
A principis de l'estiu de 2017, va signar pel Zob Ahan de la Lliga Pro del Golf Pèrsic. Tot i no començar del tot bé, ja que va rebre una tarjeta vermella directa en el seu debut, el defensa georgià es va assentar bé al club, formant una bona relació amb els seus companys i el personal, aconseguint la finalment la segona posició a la lliga.
El 28 de juliol de 2018, Gvelesiani es va unir al club iranià Nassaji Mazandaran amb un contracte d'un any.
El 12 de juny de 2019, Gvelesiani es va unir a Sepahan S.C. amb un contracte de dos anys.perllongat un tercer any.
El 19 de juny de 2022, Gvelesiani es va unir al Persepolis, el club més fort de la lliga persa amb un nou acord de dos anys. El desembre del 2022, Gvelesiani va donar l'avantatge al Persepolis al minut 16 del derbi de Teheran contra Esteghlal amb un cop de cap a l'àrea. Al minut 89 va empatar el partit amb un altre gol, convertint-se en el primer defensa de la història del derbi de la capital a marcar dos gols en un partit. Aquesta gran actuació al derbi de Teheran, el va fer molt popular entre els aficionats de Persèpolis.
Ràpidament s'ha convertit en el primer llançador de penals a Persepolis.gràcies a la seva gran efectivitat per marcar penals. Gr'acies a això és un dels defenses estrangers que més gols ha fet a la història del club. En general ha tingut grans actuacions en els partits més importants de Persepolis, especialment contra Esteghlal i Sepahan.
L'1 de juny de 2024, Persepolis va jugar contra Mes Rafsanjan l'últim partit de la temporada. Tenien un punt d'avantatge sobre Esteghlal a l'inici del partit, necessitant guanyar per garantir el títol de lliga. Amb el marcador de 0-0 al minut 86 i Esteghlal guanyant per 2-0, Gvelesiani va anotar un cop de que els va fer guanyar tant el partit com el títol de lliga.
| Club                  | País    | Any       | Partits | Gols |
| --------------------- | ------- | --------- | ------- | ---- |
| SK Dinamo Tbilisi     | Geòrgia | 2010-2017 | 111     | 8    |
| Zob Ahan Isfahan FC   | Iran    | 2017-2018 | 29      | 1    |
| FC Nassaji Mazandaran | Iran    | 2018-2019 | 23      | 5    |
| Sepahan SC            | Iran    | 2019-2022 | 77      | 10   |
| Persepolis FC         | Iran    | 2022-     | 63      | 16   |

## Selecció de Geòrgia
Gvelesiani va ser convocat a la selecció de Geòrgia per primera vegada el 2015, tot i que no va arribar a jugar i no va ser fins al juny del 2024 quan va debutar en un partit amistós contra Montenegro.
Gvelesiani va ser membre de la plantilla que va participar en el primer gran torneig de Geòrgia, l'Eurocopa de 2024. Va jugar en tres dels quatre partits, inclòs contra Espanya en la fase eliminatòria.
| Selecció | Any   | Partits | Gols |
| -------- | ----- | ------- | ---- |
| Georgia  | 2015  | 0       | 0    |
| Georgia  | 2023  | 0       | 0    |
| Georgia  | 2024  | 6       | 0    |
| Total    | Total | 6       | 0    |

## Palmarès
Dinamo Tbilisi
- 3 Erovnuli Liga: 2012–13, 2013–14, 2015–16
- 4 Copa David Kipiani: 2012–13, 2013–14, 2014–15, 2015–16
- 2 Supercopa de Geòrgia: 2014–15, 2015–16

Zob Ahan
- Lliga Pro del Golf Pèrsic subcampionat:2017–18

Sepahan
- Lliga Pro del Golf Pèrsic subcampionat:2020–21

Persepolis
- 2 Lliga Pro del Golf Pèrsic:2022–23, 2023–24
- Copa Hazfi:2022–23
- Supercopa Iraniana:2023

Individual
- Ordre d'Honor de Geòrgia: 2024[21]